# Oberkommando der Wehrmacht
El Oberkommando der Wehrmacht (OKW), traducible al español como "Alto Mando de la Fuerza de Defensa", fue parte de la estructura de las fuerzas armadas alemanas durante la Segunda Guerra Mundial. En la práctica cumplía la función del Ministerio de Guerra que había sido suprimido en 1938.

## Historia
El OKW fue creado el 4 de febrero de 1938 con ocasión del denominado Escándalo Blomberg-Fritsch que había provocado la dimisión en bloque de la cúpula militar alemana.
En teoría el OKW era un organismo que coordinaba los esfuerzos del Ejército de Tierra (Heer), la Armada (Kriegsmarine) y la Fuerza Aérea (Luftwaffe). Además, estaba a cargo de plasmar las ideas de Hitler en órdenes militares a través del Mariscal de campo Wilhelm Keitel y el general Alfred Jodl. Inicialmente tuvo poco control sobre las fuerzas armadas alemanas, pero al progresar la guerra, el OKW empezó a enviar cada vez más órdenes directas a las unidades militares, si bien la mayoría de estas unidades eran las que se encontraban en el Frente occidental y en el Mediterráneo. De este modo, en 1942 el OKW comandaba de facto todas las fuerzas alemanas a excepción del Frente oriental, que estaban controladas por el Oberkommando des Heeres (OKH). Tras el fracaso de la Batalla de Moscú, Hitler destituyó al Mariscal Walther von Brauchitsch y asumió el mando del OKH. Durante el resto de la guerra Hitler manipuló este sistema bipolar para mantener bajo su control las decisiones más importantes.
No sería hasta el 28 de abril de 1945 (dos días antes de que se suicidara) cuando Hitler puso al OKH bajo jurisdicción del OKW. El 8 de mayo las fuerzas alemanas se rendían incondicionalmente.